# Диністор

Позначення диністора на електричних принципових схемах

Дині́стор:50 або діодний тиристор — тиристор, що має два виводи, та проводить струм лише в одному напрямку.

## Принцип дії

Диністор в закритому режимі

Зовнішня n-область і вивід від неї називається катодом. Внутрішні p- і n-області називаються базами диністора. Крайні p-n переходи називаються емітерними, а середній p-n перехід називається колекторним. Якщо на анод подати «-», а на катод «+», емітерні переходи будуть закриті, колекторний відкритий. Основні носії зарядів з анода і катода не зможуть перейти в базу, тому через диністор протікатиме тільки маленький зворотний струм, викликаний неосновними носіями заряду.
Якщо на анод подати «+», а на катод «-», емітерні переходи відкриваються, а колекторний закривається.
Основні носії зарядів переходять з анода в базу 1, а з катода — в базу 2, де вони стають неосновними і в базах відбувається інтенсивна рекомбінація зарядів, в результаті якої кількість вільних носіїв зарядів зменшується. Ці носії заряду підходять до колекторного переходу, поле якого буде їх пришвидчувати, потім проходять базу і переходять через відкритий емітерний перехід, оскільки в базах вони знову стають основними.
Пройшовши емітерні переходи, електрони переходять в анод, а дірки — в катод, де вони вдруге стають неосновними і вдруге відбувається інтенсивна рекомбінація. В результаті кількість зарядів, що пройшли через диністор, буде дуже мала і прямий струм також буде дуже малий. При збільшенні напруги прямий струм незначно зростає, оскільки збільшується швидкість руху носіїв, а інтенсивність рекомбінації зменшується. При збільшенні напруги до певної величини відбувається електричний пробій колекторного переходу. Опір диністора різко зменшується, струм через нього дуже зростає і падіння напруги на ньому значно зменшується. Вважається, що диністор перейшов з вимкненого стану в увімкнений.
Після увімкнення диністора струм повинен бути обмежений зовнішнім опором навантаження, інакше диністор вийде з ладу. В увімкненому стані падіння напруги приблизно дорівнює сумі напруг на одному pn-переході і на насиченому транзисторі.
Диністори застосовуються як безконтактні, керовані напругою, вимикачі.[уточнити]

## Розвиток технології
У 1988 році було представлено перші диністори на основі карбіду кремнію з часом перемикання близько 10-8 секунд.